# Solon, Iowa
Solon là một thành phố thuộc quận Johnson, tiểu bang Iowa, Hoa Kỳ. Năm 2010, dân số của thành phố này là 2037 người.

## Dân số
Dân số qua các năm:
- Năm 2000: 1177 người.
- Năm 2010: 2037 người.